# Promna (gmina)
Promna es una gmina del powiat de Białobrzegi, en el voivodato de Mazovia, Polonia. Tiene una población estimada, a fines de 2020, de 5540 habitantes.
Su capital administrativa es la localidad de Promna, que se ubica aproximadamente 4 kilómetros al norte de Białobrzegi (capital del powiat) y 60 kilómetros al sur de Varsovia (capital de Polonia).

## Historia
De 1975 a 1998, la gmina formaba parte administrativamente del voivodato de Radom. Desde 1999, forma parte del voivodato de Mazovia.

## Geografía
La gmina de Promna está compuesta de las siguientes localidades:
- Adamów
- Biejków
- Biejkowska Wola
- Bronisławów
- Broniszew
- Daltrozów
- Domaniewice
- Falęcice
- Falęcice-Parcela
- Falęcice-Wola
- Gajówka Jastrzębia
- Góry
- Helenów
- Jadwigów
- Karolin
- Lekarcice
- Lekarcice Nowe
- Lekarcice Stare
- Lisów
- Mała Wieś
- Mała Wysoka
- Olkowice
- Olszamy
- Osuchów
- Pacew
- Pelinów
- Piekarty
- Piotrów
- Pnie
- Promna
- Promna-Kolonia
- Przybyszew
- Rykały
- Sielce
- Stanisławów
- Wojciechówka
- Wola Branecka
- Zbrosza Mała